# Els bons van de negre
Els bons van de negre (títol original: Good Guys Wear Black) és una pel·lícula estatunidenca dirigida per Ted Post, estrenada el 1978. Ha estat doblada al català.

## Argument
John Booker, antic cap dels "comandos dels tigres negres", un equip d'intervenció durant la guerra del Vietnam, busca entendre perquè els membres del seu equip són morts un darrere l'altre, tot i que el conflicte ha acabat.

## Repartiment
- Chuck Norris: John T. Booker
- Anne Archer: Margaret
- James Franciscus: Conrad Morgan
- Lloyd Haynes: Murray Saunders
- Dana Andrews: Edgar Harolds
- Soon-Tek Oh: Mjr. Mhin Van Thieu
- Aaron Norris: Al